# Коста Весковато
Ко̀ста Вескова̀то (на италиански: Costa Vescovato; на пиемонтски: Costa, Коста) е село и община в Северна Италия, провинция Алесандрия, регион Пиемонт. Разположено е на 305 m надморска височина. Населението на общината е 369 души (към 2010 г.).